# José Sanchis Sinisterra
José Sanchis Sinisterra ([[Angola], 28 de junho de 1940) é um actor  e diretor teatral espanhol. Ele é mais conhecido, fora da Espanha, por sua peça premiada, ¡Ay Carmela!.